# Брезовичка
Брезовичка, або Брезовічка (словац. Brezovička) — село в Словаччині, Сабіновському окрузі Пряшівського краю. Розташоване в північно-східній частині Словаччини в східній частині Левоцьких гір в долині потока Брезовичка.
Вперше згадується у 1320 році.
В селі є римо—католицький костел св. Мартина з 1300 року.

## Населення
| Рік:            | 1994. | 2004.   | 2014.   | 2024.   |
| --------------- | ----- | ------- | ------- | ------- |
| Кількість осіб: | 395   | 422     | 424     | 416     |
| Різниця:        |       | +6,83 % | +0,47 % | -1,88 % |

| Рік:            | 2023. | 2024.   |
| --------------- | ----- | ------- |
| Кількість осіб: | 406   | 416     |
| Різниця:        |       | +2,46 % |

В селі проживає 423 осіб.
Національний склад населення (за даними останнього перепису населення — 2001 року):
- словаки — 96,45%,
- роми — 2,13%,
- поляки — 0,24%,
- чехи — 0,24%,

Склад населення за приналежністю до релігії станом на 2001 рік:
- римо-католики — 93,84%,
- греко-католики — 0,47%,
- гусити — 0,24%,
- не вважають себе вірянами або не належать до жодної вищезгаданої конфесії — 5,45%

## Географія
Протікає Славковський потік.